# Полосатое тело
Полоса́тое те́ло (лат. corpus striatum) — анатомическая структура конечного мозга, относящаяся к базальным ядрам полушарий головного мозга.
На горизонтальных и фронтальных сечениях мозга полосатое тело имеет вид чередующихся полос серого вещества и белого вещества.
В состав полосатого тела входят хвостатое ядро и чечевицеобразное ядро, отделённые капсулами.

## Гистологическое строение
Микроскопически состоит из крупных нейронов с длинными отростками, которые выходят за пределы стриопаллидарной системы.

## Функции
Полосатое тело регулирует мышечный тонус, уменьшая его; участвует в регуляции работы внутренних органов; в осуществлении различных поведенческих реакций (пищедобывающее поведение); участвует в формировании условных рефлексов.
При разрушении полосатого тела происходит:
- гипертонус скелетных мышц;
- нарушение сложных двигательных реакций и пищедобывающего поведения;
- тормозится формирование условных рефлексов.

Вентральная часть полосатого тела и прилежащее ядро регулируют поощрение и подкрепление в мозге.  Дорсальная же часть полосатого тела больше вовлечена в регулирование моторных функций. Дорсальная часть также связана с наличием импульсивности поведения.

## Связанные болезни
Поражение полосатого тела может выражаться в синдроме Туретта. Нейроны полосатого тела погибают при болезни Паркинсона. При повреждении нейронов в полосатом теле перестаёт вырабатываться дофамин, отвечающий за поведенческие функции мотивации и поощрения. Также стриатум (как и другие структуры мозга в дальнейшем) поражается при болезни Хантингтона